# Lāsalgaon
Lāsalgaon är en ort i Indien.   Den ligger i distriktet Nashik och delstaten Maharashtra, i den centrala delen av landet, 1 000 km söder om huvudstaden New Delhi. Lāsalgaon ligger 590 meter över havet och antalet invånare är 13 665.
Terrängen runt Lāsalgaon är platt. Runt Lāsalgaon är det tätbefolkat, med 459 invånare per kvadratkilometer. Det finns inga andra samhällen i närheten. Trakten runt Lāsalgaon består till största delen av jordbruksmark.